# Frederic Sirés i Puig
Frederic Sirés i Puig (Begur, Baix Empordà, 14 d'abril de 1898 - Palafrugell, Baix Empordà, 7 de novembre de 1971) fou instrumentista de flabiol i piano, i compositor català. Se li ha dedicat un carrer a Palafrugell i un a Begur, però a part d'això també el recorden la Coral Mestre Sirés i l'esbart dansaire del mateix nom.
Fill de Josep Sirés, fou taper i músic, als 18 anys ja dirigia el cor La Cigala Begurenca. Després d'una estada breu a les Antilles, es traslladà a Palafrugell, on treballava i on esdevingué un gran impulsor de la vida musical de la localitat. El 1936 es casà amb Joana Viñals. Va assolir una gran fama com a pedagog i va aconseguir un bon planter de deixebles a tota la comarca. Va fundar la Cobla Orquestra Primavera, de la que en fou fins al 1961 instrumentista i representant. Fou també un dels integrants de la Orquestrina Radio de Torroella de Montgrí el 1928, quatre anys després de tornar de Cuba i el mateix any que es va comença a cantar, en públic, el seu gran èxit «La gavina».
Sirés no fou només músic, sinó també comptable de diferents entitats. Al mateix temps que portava la comptabilitat de la surotaponera Esteve i Messer, s'ocupava, també, de la comptabilitat del Centre Fraternal de Palafrugell com a secretari de gestions econòmiques. I si això no fos suficient, també treballava braç a braç amb Ernest Morató a la Cooperativa L'Econòmica Palafrugellenca i en el transcurs de la Guerra Civil Espanyola va exercir com a comptable de la col·lectivitat de fusters de Palafrugell.  A Frederic Sirés li agradava tant escriure i compondre que inclòs feia del seu propi despatx el seu estudi personal. Era tanta la passió del Mestre Sirés per la música que no va deixar mai de compondre, fins i tot després de la jubilació. I també, podem trobar algunes de les seves composicions més desconegudes dins el món del cinema mut
Cal destacar la seva feina a La Principal de Palafrugell, així com l'acompanyament musical a tota classe d'espectacles a Palafrugell i rodalia. També va dirigir la coral La Taponera i va col·laborar en la recuperació d'havaneres les quals es recopilaven, juntament amb la col·laboració d'Ernest Morató, en el llibre Calella de Palafrugell i les havaneres. Com a compositor ha deixat sardanes, cançons per a les caramelles i havaneres, la més coneguda de les quals segur que és La gavina, popularitzada per Marina Rossell i escrita en una estada a Cuba l'any 1924. Aquesta havanera no va ésser registrada i, després de la Guerra Civil espanyola, havia quedat mig oblidada, fins que Marina Rossell la va incloure en el seu repertori, com una cançó popular anònima. El que escoltà Rossell era la versió catalana (originalment era en castellà), que havia fet el mateix Sirés el 1961. Amb la veu de Rossell, l'havanera tingué molt d'èxit.
També va participar en l'edició del llibre Calella de Palafrugell i les havaneres, amb Ernest Morató, Joan Pericot, Francesc Alsius i Frederic Martí. Per a la presentació d'aquest llibre s'organitzà una cantada d'havaneres, que fou la primera de les moltes que la seguirien.
El seu fons documental es conserva a l'Arxiu Municipal de Palafrugell.